# Eugénie Grandet (film, 1946)
Pour les articles homonymes, voir Eugénie Grandet (homonymie).
Pour plus de détails, voir Fiche technique et Distribution.
Eugénie Grandet (titre original : Eugenia Grandet) est un film italien de Mario Soldati, sorti en 1946, adapté du roman éponyme d'Honoré de Balzac.

## Synopsis
Le film débute en 1820 à Saumur. Eugénie Grandet est la fille de Félix qui est à la tête d'un riche patrimoine, C'est un être avare obligeant son épouse et sa fille à vivre dans des conditions déplorables. Deux familles, les Cruchot et les Grassins sollicitent la main de la jeune fille. Charles, fils du frère de Félix, est accueilli dans la famille. En effet, son père ruiné a rédigé une lettre de recommandation avant de se suicider. Félix cherche à se défaire de son neveu, mais Eugénie tombe amoureuse de son cousin Charles. Charles décide de partir aux Indes chercher fortune et Eugénie, en cachette de son père, lui prête l'argent pour le voyage avec la promesse de se retrouver.
Les années passent et Charles ne donne pas de nouvelles. Eugénie finit par se retrouver seule car ses parents meurent. Néanmoins, elle attend avec confiance le retour de Charles et lui reste fidèle. Charles rentre au bout de sept ans et se présente pour lui rendre l'argent emprunté et lui annoncer son prochain mariage avec la fille de la duchesse d'Aubrion. Les fiançailles risquent d'être annulées car Charles, qui est le fils d'un homme ayant fait faillite, refuse de payer les dettes. À ce point, Eugénie, à la tête d'un grand héritage, règle par amour toutes les dettes en question, rendant possible les noces de son cousin avec la noble dame que Charles, sans scrupules, épouse par intérêt sans se soucier des promesses passées et de l'amour fidèle et désintéressé d'Eugénie qui se retrouve ainsi seule dans la grande maison vide.

## Fiche technique
- Réalisateur : Mario Soldati
- Œuvre d'origine : Honoré de Balzac
- Titre d'origine : Eugenia Grandet
- Scénario :
- Genre : comédie dramatique
- Musique : Renzo Rossellini et Roman Vlad
- Montage : Eraldo Da Roma
- Production : Excelsa UFPC
- Pays de production :  Italie
- Sortie en Italie : 1946
- Durée : 100 minutes (1 h 40)

## Distribution
- Alida Valli : Eugénie Grandet
- Gualtiero Tumiati : Félix Grandet
- Giorgio De Lullo : Charles Grandet
- Giuditta Rissone : madame Grandet
- Maria Bodi : madame des Grassins
- Giuseppe Varni : monsieur des Grassins
- Pina Gallini : Nanon
- Lina Gennari : la marquise d’Aubrion
- Enzo Biliotti : le notaire Cruchet
- Mario Siletti : Corneiller
- Liana Del Balzo
- Egisto Olivieri

## Récompenses et distinctions
Le film est en compétition à la Mostra de Venise de 1946. En 1947, Alida Valli reçoit le Ruban d'argent de la meilleure actrice. Le film a également remporté le Ruban d'argent pour la meilleure scénographie.